# Dianthus anatolicus
Dianthus anatolicus Boiss. är en nejlikväxt. Dianthus anatolicus ingår i släktet nejlikor, och familjen nejlikväxter. 
Inga underarter finns listade i Catalogue of Life.

## Habitat
Anatolien, Armenien, nordöstra Irak, Kashmir, Pakistan.

## Etymologi
- Släktnamnet Dianthus härleds från grekiska Διός, Dios (ett alternativt namn till guden Zeus) och ἀνθός, anthos = blomma. Betydelsen blir sålunda Zeus blomma. I överförd bemärkelse kan det även förstås som gudomlig blomma.

Detta var ett namn, som användes för en växt i antiken, redan 300 år före vår tideräkning.
- Artepitetet anatolicus är latin och betyder från Anatolien.

## Bilder

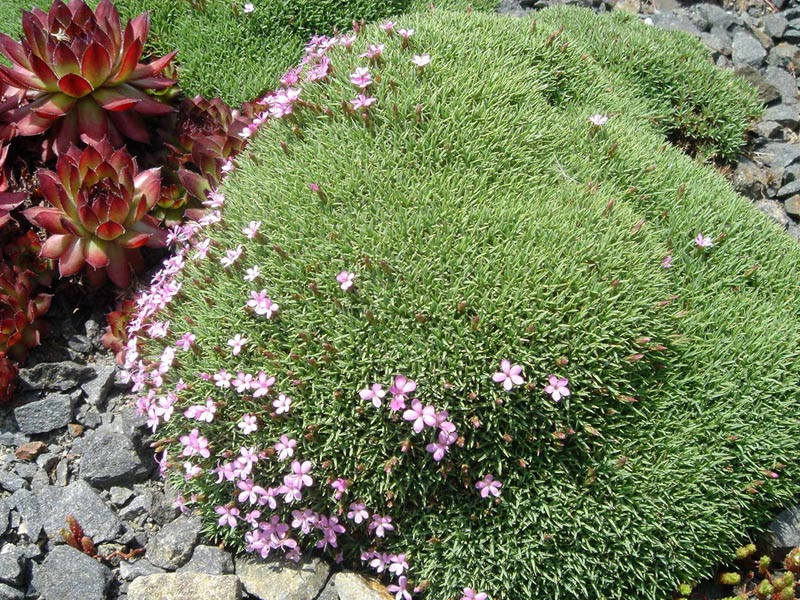
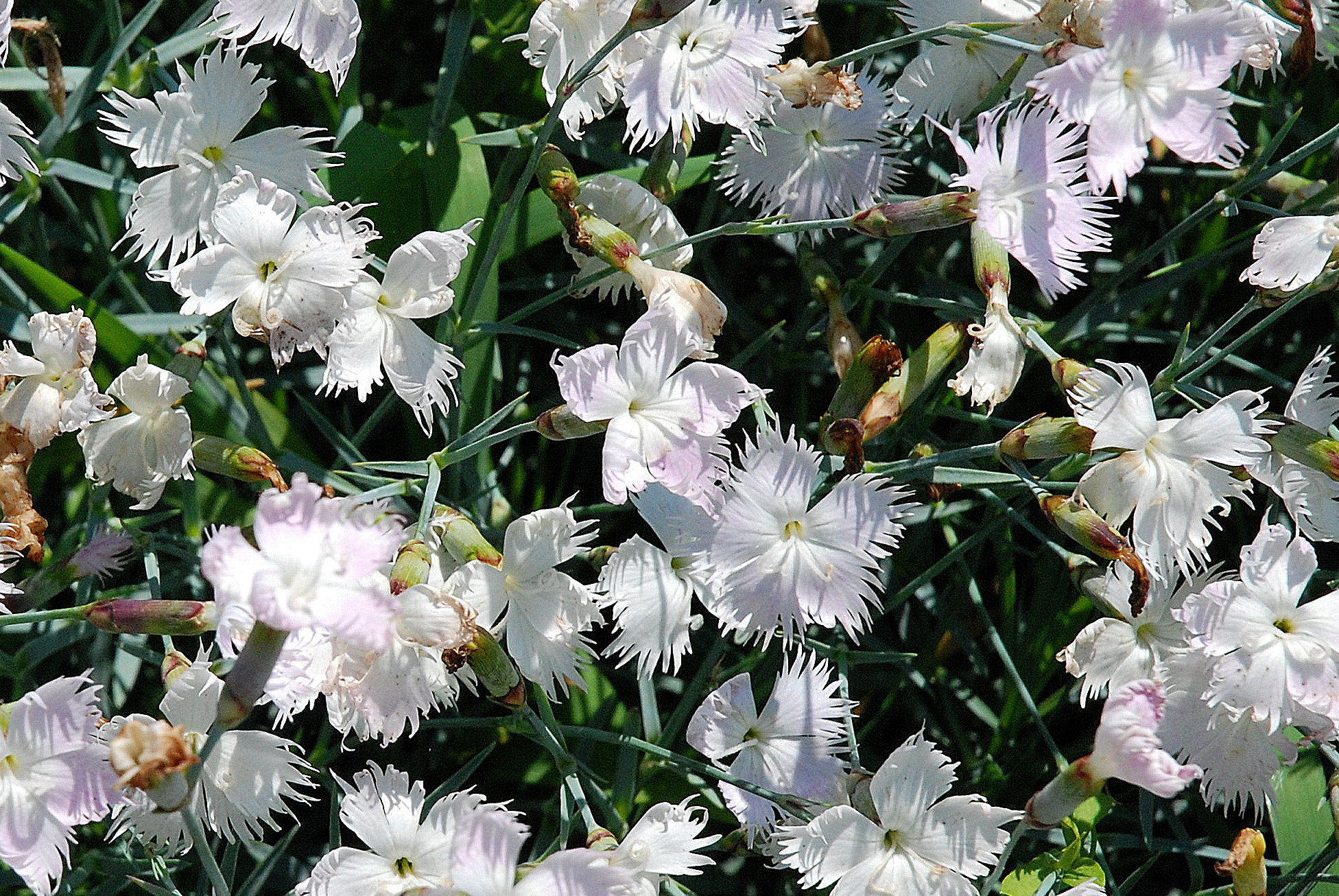
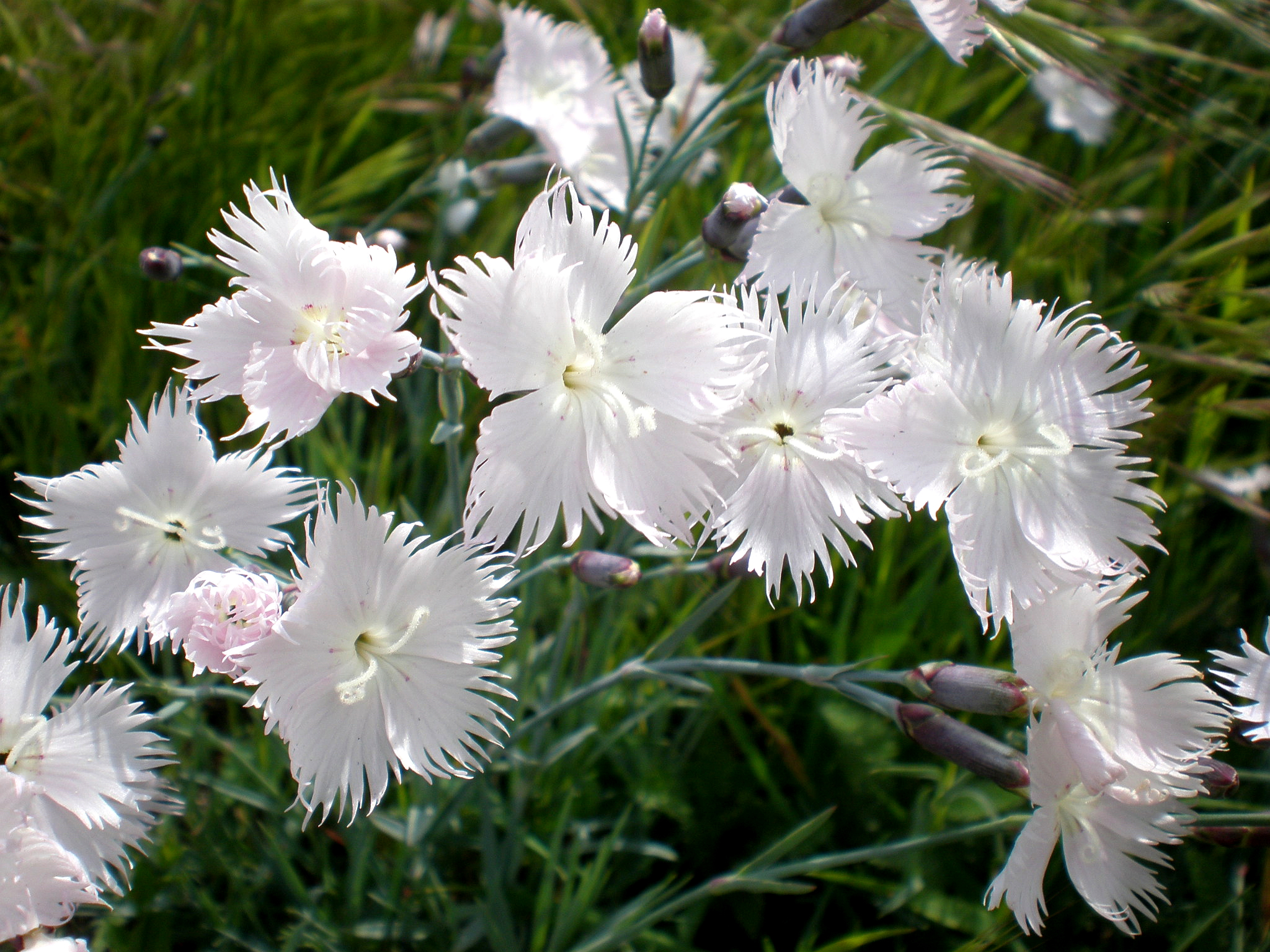
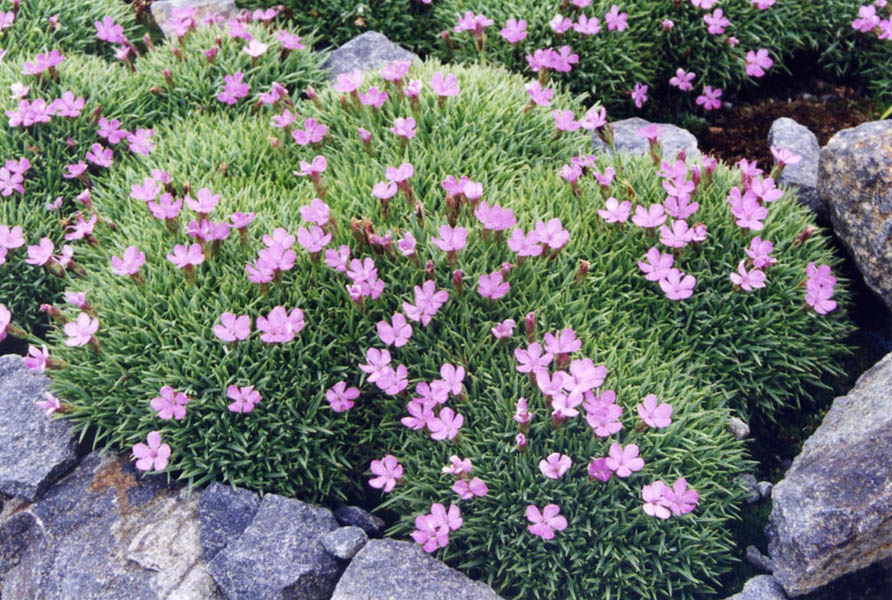
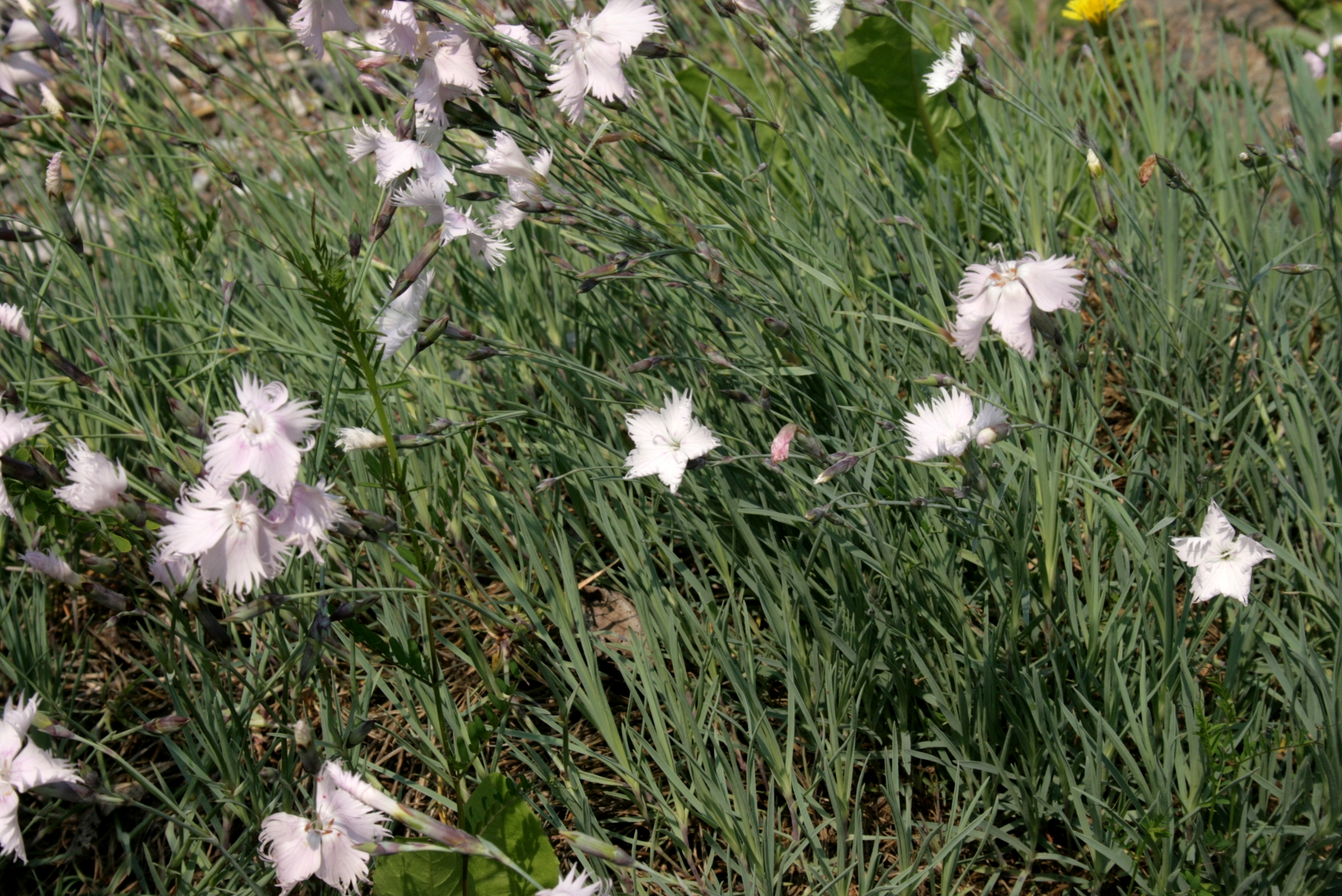
Habitat
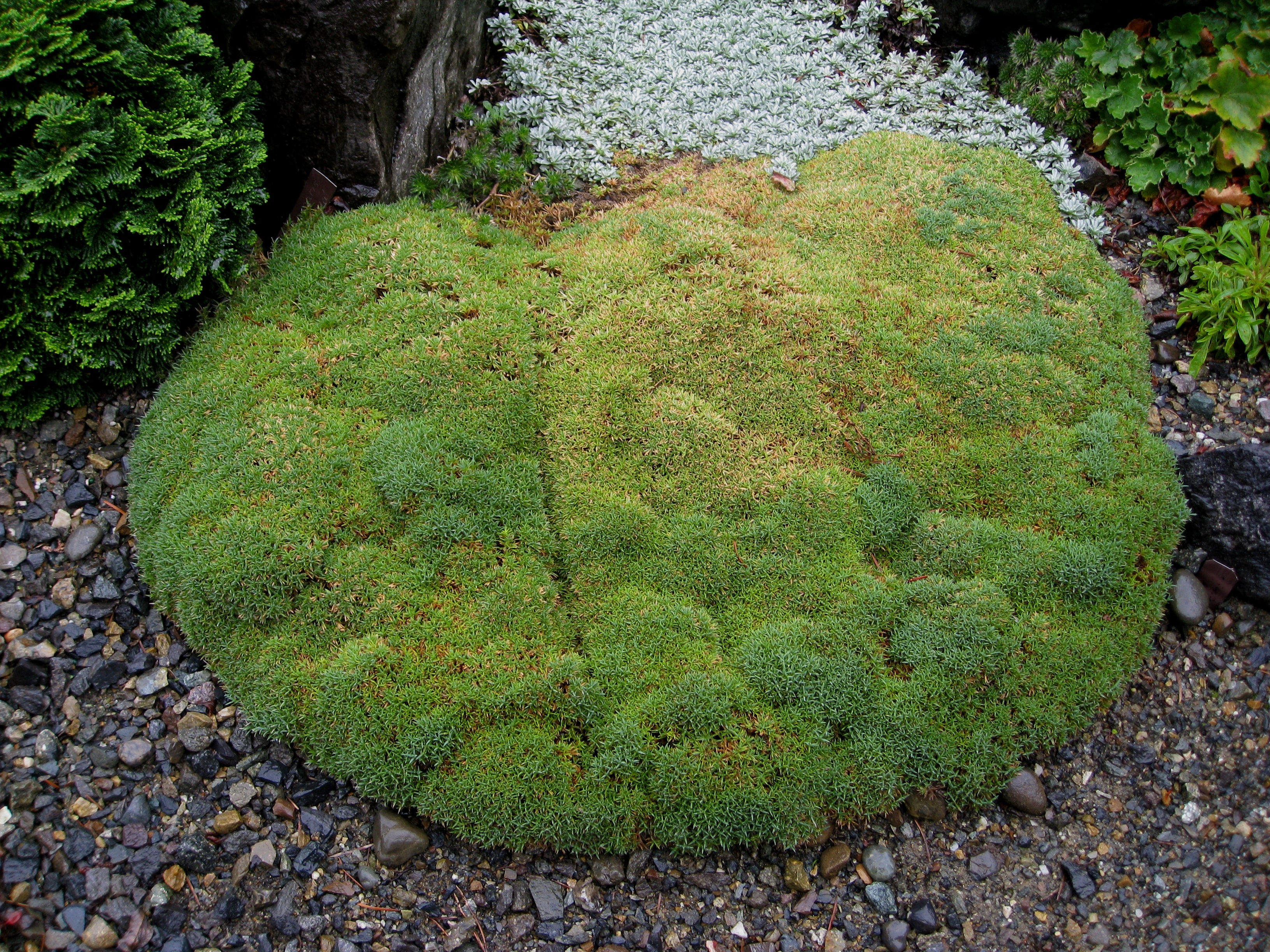